# Parakneria marmorata
Parakneria marmorata är en fiskart som först beskrevs av Norman 1923.  Parakneria marmorata ingår i släktet Parakneria och familjen Kneriidae. IUCN kategoriserar arten globalt som otillräckligt studerad. Inga underarter finns listade i Catalogue of Life.